# Meu Lugar (série)
Meu Lugar é uma série infantil da televisão australiana baseada no premiado livro de mesmo nome de Nadia Wheatley e Donna Rawlins. A série estreou nas noites do canal ABC3 em 4 de dezembro de 2009 e está sendo transmitida em syndication atualmente nos Estados Unidos na Vibrant TV Network. No Brasil, é transmitida pela TV Brasil desde 31 de março de 2017..
Meu Lugar é produzido por Penny Chapman e dirigido por Jessica Hobbs, Samantha Lang, Catriona McKenzie, Michael James Rowland e Shawn Seet. A série é acompanhada por um site interativo para as crianças que lhes permite explorar a casa que é o cenário principal da série.

## Sinopse
A série conta a história de uma casa no sul de Sydney, contada pelas gerações de crianças que viveram lá por um período de mais de 220 anos. A série se inicia em 2008 e viaja de volta a 1788. Cada episódio gira em torno de uma criança com talento para algum tipo de problema, cada um escondendo a mesma velha figueira, cada um com uma história para contar.